# Rue (Fribourg)
Pour les articles homonymes, voir Rue (homonymie).
Rue (/ʀyː/) est une commune suisse du canton de Fribourg, située dans le district de la Glâne.

## Géographie
La commune se trouve sur une colline rocheuse dominant la Broye, sur la rive droite de celle-ci, à 1,5 km à l'est de la gare d'Écublens et à 2 km à l'ouest de celle de Vauderens.
Son territoire s'étend sur 20,03 km2. Lors du relevé de 2013-2018, les surfaces d'habitations et d'infrastructures représentaient 10,7 % de sa superficie, les surfaces agricoles 69,8 %, les surfaces boisées 18,8 % et les surfaces improductives 1,0 %.
Rue est limitrophe d'Essertes, Le Flon, Jorat-Mézières, Montet, Oron, Servion, Ursy et Vulliens
Elle se trouve sur un itinéraire[réf. souhaitée] de Saint-Jacques-de-Compostelle nommé Via Jacobi.

### Localités
Rue comprend les localités suivantes avec leur code postal et les dates des différentes fusions :
| Localité   | NPA  | Année de fusion  |
| ---------- | ---- | ---------------- |
| Auboranges | 1673 | 2025             |
| Blessens   | 1675 | 1993             |
| Chapelle   | 1608 | 2025             |
| Écublens   | 1673 | 2025             |
| Gillarens  | 1673 | 2001             |
| Promasens  | 1673 | 2001             |
| Rue        | 1673 | 1993, 2001, 2025 |

## Toponymie
Le nom de la commune, qui se prononce /ʀyː/, dérive vraisemblablement du latin rŏta, qui signifie « roue ».
Sa première occurrence écrite date de 1147, sous la forme de Rota.
La commune se nomme Roûa (/ˈrya/)  ou Ruva (/ˈryva/ ) en patois gruvérin.
Son ancien nom allemand est Rüw.

## Histoire
Une nécropole des VIe et VIIe siècles se trouve sur le territoire de la commune.

Photo aérienne prise à (1949)

Les sires de Rue, vassaux des comtes de Genève, y avaient un château, avec un bourg attenant. Le château est détruit en 1237 lors de la guerre qui oppose le comte de Genève à Pierre II de Savoie. Celui-ci entreprend la reconstruction du château en 1251 (avec une terrasse servant de bourg-refuge) et installe à Rue un châtelain en 1258. La ville neuve, construite entre 1264 et 1271, reçoit les franchises de Moudon entre 1285 et 1293. Un marché hebdomadaire et des foires annuelles sont attestées dès cette époque. En 1433 au plus tard, Rue avait un hôpital. Malgré sa situation militaire de premier ordre entre les vallées de la Broye et de la Glâne et sa place sur les routes Vevey-Avenches, Fribourg-Lausanne et Vaulruz-Rue (transport du fromage de Gruyère vers le marché de Moudon), la concurrence des villes voisines (Moudon, Lucens et Romont) limite son développement.
Après avoir probablement été pillée par les troupes confédérées lors des guerres de Bourgogne, Rue se rend à Fribourg lors de la conquête du Pays de Vaud en 1536. La ville est siège baillival jusqu'en 1798, puis devient préfecture. La suppression de celle-ci en 1848 marque la fin des fonctions centrales de Rue.
Le 10 décembre 1623, un grand incendie[réf. nécessaire] ravage Rue, détruisant plusieurs maisons d’habitation au bourg, des granges et des greniers.
Le 12 novembre 2023, les habitants des communes d'Auboranges, Chapelle et Écublens acceptent en votation populaire d'intégrer leur village à la commune de Rue. Les Rotavilliens l'acceptent également, à 79 %. La fusion est effective depuis le 1er janvier 2025. Rue est ainsi devenue la 3ᵉ commune la plus peuplée du district.

## Population et société

### Gentilé et surnoms
Les habitants de la commune se nomment les Rotavilliens,.
Ils sont surnommés les Fous et lè Portsè, soit les petits porcs en patois gruvérin.

## Démographie

### Évolution de la population
Rue compte 2 590 habitants au 31 décembre 2022 pour une densité de population de 129 hab/km2. Sur la période 2010-2019, sa population a augmenté de 25,5 % (canton : 15,5 % ; Suisse : 9,4 %).  

### Pyramide des âges
En 2020, le taux de personnes de moins de 30 ans s'élève à 35,1 %, similaire à la valeur cantonale (35,2 %). Le taux de personnes de plus de 60 ans est quant à lui de 18,5 %, alors qu'il est de 22 % au niveau cantonal.
La même année, la commune compte 777 hommes pour 760 femmes, soit un taux de 50,6 % d'hommes, supérieur à celui du canton (50,1 %).
| Hommes | Classe d’âge | Femmes |
| ------ | ------------ | ------ |
| 0,0    | 90 ans ou +  | 0,8    |
| 3,2    | 75 à 89 ans  | 5,3    |
| 14,8   | 60 à 74 ans  | 12,9   |
| 21,0   | 45 à 59 ans  | 26,1   |
| 24,2   | 30 à 44 ans  | 21,7   |
| 16,6   | 15 à 29 ans  | 15,1   |
| 20,2   | - de 14 ans  | 18,2   |

| Hommes | Classe d’âge | Femmes |
| ------ | ------------ | ------ |
| 0,4    | 90 ans ou +  | 1,0    |
| 5,9    | 75 à 89 ans  | 7,4    |
| 14,5   | 60 à 74 ans  | 14,8   |
| 22,2   | 45 à 59 ans  | 21,9   |
| 21,0   | 30 à 44 ans  | 20,6   |
| 19,1   | 15 à 29 ans  | 18,3   |
| 17,0   | - de 14 ans  | 16,0   |

## Économie
Rue pratique l'élevage et le commerce de bétail, avec des marchés mensuels jusqu'au début du xxe siècle.
En 2005, le secteur primaire offrait encore 45 % des emplois.

## Traditions
La coutume des tapolets se pratique le Vendredi saint et le Samedi Saint, avant Pâques. Comme les cloches sont traditionnellement à Rome à ce moment, les jeunes du village les remplacent en frappant des plaques de bois (tapolets) aux heures des angélus pour les remplacer.

## Monuments
- Le Château

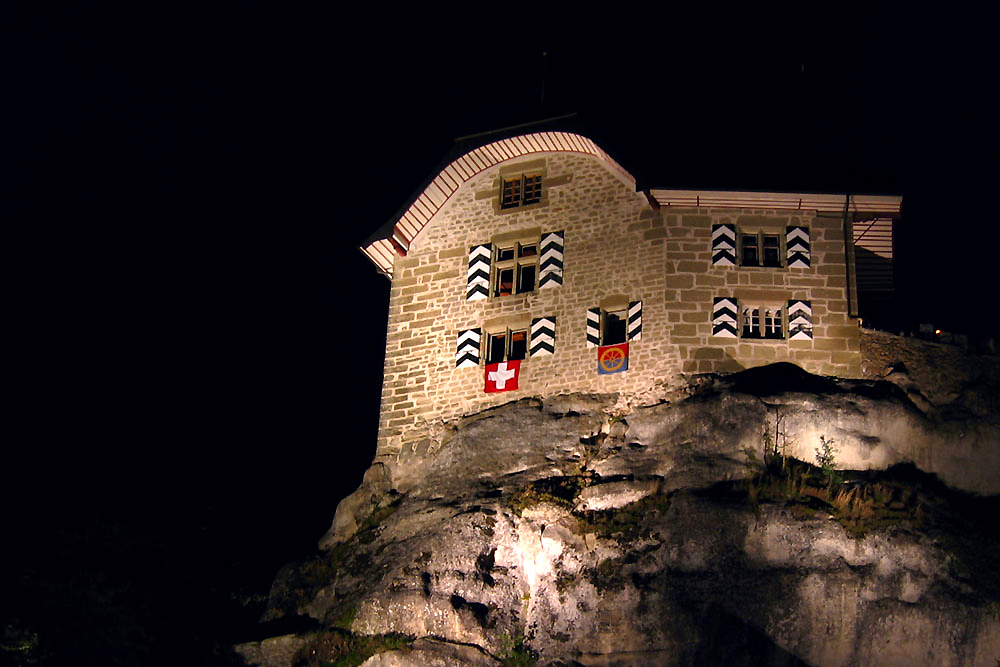
Inauguration de l'éclairage du château de Rue, le 24 août 2004.

Le château de Rue est mentionné pour la première fois en 1152, sous le nom de "Castrum Rote". Il s'agit d'une enceinte fortifiée contenant trois habitations. Les fortifications sont détruites entre 1235 et 1237, à l'exception de la tour carrée. Pierre II de Savoie reconstruit le château entre 1260 et 1268. L'édifice est à nouveau détruit deux siècles plus tard, en 1476, lors des guerres de Bourgogne. Il est reconstruit de 1619 à 1763; Fribourg y installe ses baillis, puis ses préfets, jusqu'en 1848. Il le vend aux enchères; il est racheté par Jules-Louis de Maillardoz, qui le revend. C'est Ernest Ferber, industriel lyonnais, qui finira par en devenir propriétaire.
- La Chapellenie de Rue (maison Maillardoz)

La Chapellenie est l'une des constructions les plus anciennes du bourg de Rue; ses fondations attestent de son origine médiévale. Elle subit des transformations entre 1551 et 1557. Jusqu'à nos jours, cependant, elle conserve la plus grande part de sa structure, qui remonte au gothique tardif. En 1886, Marie-Laure Maublanc de Chiseuil, épouse de Jules de Maillardoz, achète le bâtiment. Elle y installe des pères de la congrégation de Saint François de Sales, qui y restent jusqu'en 1960.
En septembre 2002, les citoyens désavouent leur commune dans sa volonté de racheter la Chapellenie, classée monument historique; l'idée était d'y créer des locaux en adéquation avec le développement de Rue, ou de les rentabiliser en y aménageant des logements. En 2004, l'artiste fribourgeois Marcel Dorthe, de Gillarens, et son épouse Marianne s'en portent acquéreurs. Après deux ans de restauration, ils y aménagent leur logement, ainsi qu'un centre culturel (expositions, concerts), ouvert le 8 avril 2006.
- Chemin de croix de René Conus, dit "Le Sage de Rue"
- Cure
- Église Saint-Nicolas
- Fontaine de 1849
- Maison de Prez
- Maison du Sage de Rue, domicile de l'artiste et sculpteur René Conus (1909-1979)
- Maison Rouvenaz

## Célébrités
- Jacques Basler, sculpteur
- René Conus, dit "Le Sage de Rue", artiste et sculpteur (1909-1979)
- Ferdinand Ferber, aviateur français (1862-1909)

Ferdinand Ferber fait des essais d'aviation à Rue (vols planés). Cela lui vaut le pseudonyme de "Ferdinand de Rue".

## Particularités
Rue s'est longtemps dite "plus petite ville d'Europe". Cela repose sur des faits historiques : la ville est dotée d'un château, où vivait un seigneur, et où douze foires étaient organisées chaque année. Autrefois, elle disposait de cinq pintes (contre deux restaurants actuellement), un casino, un hôpital et de nombreux commerces. De plus, Rue a été chef-lieu de la Glâne avant Romont.
Actuellement, d'autres cités revendiquent le titre, notamment Durbuy (Belgique), Rabstejn (République tchèque) ou Miranda do Douro (Portugal)[réf. nécessaire].
Les armoiries de Rue portent le dessin d'une roue jaune dotée de sept rayons, sur fond rouge et bleu. Le dessin des sept rayons n'a rien de facile avec une règle et un compas, ce qui vaut à cette option des compromis à base de huit rayons. Plus original, l'abbé Joseph Bovet fait bel et bien allusion aux sept rayons de la roue de Rue quand il dit, dans sa chanson "L'Histoire du canton de Fribourg", que les habitants de Rue sont bons dessinateurs.